# ويلهلم راينهارد
ويلهلم راينهارد (بالألمانية: Wilhelm Reinhard)‏ هو سياسي ألماني، ولد في 18 مارس 1869، وتوفي في 18 يناير 1955 في دورتموند في ألمانيا. حزبياً، نشط في الحزب النازي. وقد انتخب عضو مجلس النواب الألماني من ألمانيا النازية.

## روابط خارجية
- ويلهلم راينهارد على موقع مونزينجر (الألمانية)